# Clavulicium venosum
Clavulicium venosum é uma espécie de fungo pertencente à família Clavulinaceae.